# Iranodon persicus
Espèce
Synonymes
- Batrachuperus persicus Eiselt & Steiner, 1970
- Paradactylodon persicus (Eiselt & Steiner, 1970)

Statut de conservation UICN

 NT  : Quasi menacé
Iranodon persicus est une espèce d'urodèles de la famille des Hynobiidae.

## Répartition
Cette espèce endémique d'Iran. Elle se rencontre au Gilan et au Mazandéran entre 800 et 1 500 m d'altitude dans l'Elbourz.

## Description
Iranodon persicus mesure jusqu'à 268 mm

## Publication originale
- Eiselt & Steiner, 1970 : Erstfund eines hynobiiden Molches in Iran. Annalen des Naturhistorischen Museums in Wien, vol. 74, p. 77-90.